# Шахматная школа (Хырдалан)
Шахматная школа (Хырдалан) (азерб. Xırdalan Şahmat Məktəbi) — шахматная школа в городе Хырдалан, Азербайджан.

## История
Официальная церемония открытия шахматной школы города Хырдалан, состоялась 3 октября 2014 года при участии президента Азербайджанской Республики Ильхама Алиева.
Проект постройки нового объекта социального назначения был осуществлён в соответствии с «Государственной программой развития шахмат в Азербайджане в 2009—2014 годах» и распоряжением президента Ильхама Алиева «О развитии шахмат в Азербайджане».

## Описание
В шахматной школе созданы тренировочные, компьютерные и вспомогательные комнаты, зал состязаний. В компьютеры загружены специальные шахматные программы. Школа оснащена материально-технической базой, соответствующей всем современным требованиям. Основная задача школы — обеспечение массовости данного интеллектуального вида спорта и эффективности досуга учащихся.